# Adriano Duarte
Adriano Duarte Mansur da Silva (Ponte Nova, 30 januari 1980) is een Braziliaanse voetballer (verdediger) die momenteel voor de Braziliaanse voetbalploeg Vila Nova uitkomt. Voordien speelde hij in zijn thuisland en ook voor Nantes. Maar bij de Franse eersteklasser kreeg hij geen speelgelegenheid, dus vertrok hij richting België waar hij onderdak vond bij RAEC Mons. In eigen land werd Duarte in 2001 landskampioen met Atlético Mineiro.

## Spelerscarrière
| seizoen | club                      | land      | competitie                    | wed. | goals |
| ------- | ------------------------- | --------- | ----------------------------- | ---- | ----- |
| 2001/05 | Clube Atlético Mineiro    | Brazilië  | Campeonato Brasileiro         | 33   | 0     |
| 2005/06 | Clube Atlético Paranaense | Brazilië  | Campeonato Brasileiro         | 6    | 0     |
| 2005/06 | EC Juventude              | Brazilië  | Campeonato Brasileiro Série B | 0    | 0     |
| 2006/07 | FC Nantes                 | Frankrijk | Ligue 1                       | 0    | 0     |
| 2006/07 | RAEC Mons                 | België    | Jupiler Pro League            | 12   | 0     |
| 2007/08 | RAEC Mons                 | België    | Jupiler Pro League            | 29   | 2     |
| 2008/09 | KAA Gent                  | België    | Jupiler Pro League            | 14   | 0     |
| 2009/10 | KAA Gent                  | België    | Jupiler Pro League            | 8    | 0     |
| 2010/11 | KAA Gent                  | België    | Jupiler Pro League            | 5    | 0     |
|         |                           |           | Totaal                        | 107  | 2     |